# Mouvement du 29 novembre
Le Mouvement du 29 novembre, fondé à Ajaccio le 29 novembre 1959 est considéré le premier réellement mobilisateur des mouvements régionalistes de la Corse. Composé de représentants politiques de gauche, communistes et radicaux, il a organisé au cours des années 1960 des grèves générales contre la vie chère, pour une fiscalité aménagée et contre la menace de fermeture des lignes de chemin de fer de la Corse ou d'implatation de sites polluants.

## Histoire

### Fondation
Le Mouvement du 29 novembre est fondé à Bastia puis Ajaccio lors d'un congrès présidé par Achille de Susini, qui a lieu le 4 octobre. Il se veut un vaste mouvement revendicatif et un rassemblement des forces démocratiques. Le président est Achille de Susini, directeur de l'hebdomadaire corse L'Insulaire, compilation de chronologies effectuées par Ours-Jean Caporossi, avec les ouvrages de Simon Grimaldi et les anciens journaux.
À la fin des années 1950, un pharmacien de sensibilité gaulliste, qui s’intéresse à l’économie insulaire, présente des dossiers pour la promotion économique de la Corse en estimant que les élus n'ont pas l'énergie de le faire. Rapidement, ses travaux ont influencé les fondateurs du Mouvement du 29 novembre, qui veulent porter le sentiment général dans l'île que celle-ci est un lieu où vivent des « enfants abandonnés du foyer français ».

### Dénomination
La date a été sciemment choisie pour s'inspirer du jour où les députés de la Corse à la Constituante avaient décidé de se mobiliser pour obtenir le rattachement de leur île à la République. Cette séance de 1759 ressemblait à certains débats dont l'Algérie a fait l'objet, observe en 1960 Le Monde peu après la fondation du .  « En choisissant comme date de notre congrès le 29 novembre, veille du cent soixante-dixième anniversaire du rattachement, nous rejetons formellement et catégoriquement toute idée d'autonomie, voire d'irrédentisme », précise alors le communiqué des fondateurs du Mouvement du 29 novembre, qui met cependant en garde la République.
Après tant d'années d'appartenance à la nation la Corse, économiquement, socialement, n'était pas encore un département à part entière, déplore alors le président du Mouvement du 29 novembre, Achille de Susini, directeur de l'hebdomadaire L'Insulaire.

### Contexte
Le contexte est à la vie chère en Corse, faute d'approvisionnements de qualité en provenance du continent, alors que l'exode rural a dépeuplé les campagnes. Une étude réalisée par des statisticiens a décidé de comparer 179 articles de consommation courante à Ajaccio et à Draguignan  et montre qu'ils sont plus chers, parfois beaucoup plus chers à Ajaccio : pour les œufs, le lait pasteurisé, le sucre, la plupart des morceaux de boucherie, les pommes de terre, presque tous les légumes, l'écart est de l'ordre de 8 à 10 %.
Le fait régionaliste existe déjà, notamment à Ajaccio, où A Muvra (le Mouflon), un journal d'inspiration séparatiste était déjà édité avant-guerre en dialecte corse.

### Événement déclencheur
L'événement déclencheur est alors la menace de fermeture des lignes de chemin de fer de la Corse, qui sont déficitaires mais jouent un rôle d'aménagement du territoire, dans une île où le réseau routiers est pénalisé par le relief très montagneux et la circulation routière encore peu développée, compte tenu du taux d'équipement en automobiles. En cette année 1959, une autre maladresse est commise par le gouvernement, qui n'inscrit aucun budget pour le réseau routier corse.
Dès 1955, le ministre des transports Édouard Corniglion-Molinier voulut fermer la ligne de Ponte-Leccia à Calvi. Une menace de grève administrative et les protestations de l'opinion publique vont ensuite dissuader le gouvernement, qui reporte puis annulera finalement la fermeture. La décision de n'inscrire aucun budget pour les chemins de fer de la Corse dans la loi de finances du budget de 1960, suivie de la déclaration du ministre Robert Buron qu' « un autocar et cinq camions doivent suffire pour assurer le trafic de l'île » met le feu aux poudres.

### Composition
Le Mouvement du 29 novembre est composé majoritairement et à échelle régionale d’hommes politiques de gauche, communistes et radicaux, les deux partis importants dans l'île en 1959. Ils se sont fait connaitre lors des manifestations qui ont réuni dans plusieurs villes plusieurs milliers d'opposants à la fermeture du chemin de fer corse, appelé "Trinichellu", menacé par les projets du gouvernement. Cette crainte de disparition du « Trinichellu » corse ne renvoie pas, en 1959, seulement aux questions de transport et d’emplois, mais est investi d’une haute charge symbolique car le  "Trinichellu" avait été voulu par la IIIème République en 1873.
Les cofondateurs du mouvement sont en particulier Albert Ferracci, candidat de la liste PCF aux élections municipales de mars 1959, qui n'eut aucun élu malgré 37% des voix, et Ange-Marie Filippi-Codaccioni, tous deux organisateurs, un peu plus tard et sur le territoire corse, de plusieurs manifestations contre les attentats terroristes de l'OAS. Ils participent aussi aux manifestations à Bastia de la structure qui se crée sous le nom du "Groupement pour la Défense des Intérêts Economiques de la Corse" (DIECO).

### Actions
En mai 1960, le Premier ministre Michel Debré annonce un site d'expérimentation nucléaire à l'Argentella, pour pallier les essais en Algérie mais doit y renoncer un mois plus tard car le "Mouvement du 29 novembre" organise des manifestations victorieuses à Ajaccio, Calvi, ou encore Bastia, avec des drapeaux à tête de maure, ce qui est considéré comme « les prémices des mouvements écologistes et autonomistes corses des années 1970 ». Par la suite, au cours de l'automne 1961, ce "Mouvement du 29 novembre" négocie un statut fiscal pour encourager les petites entreprises locales  puis lance une grève générale des Corses en décembre 1961.
Le Mouvement du 29 novembre obtiendra aussi la fermeture de la Mine d'amiante de Canari, et ses rejets toxiques au large du Cap Corse, concédé par le gouvernement en 1965.

## Suites et conséquences
En 1963 a lieu à Corte le 1er congrès de l’"Union Nationale des Etudiants Corses" et Charles Santoni fonde "Union Corse - l’Avenir" à Paris avec des intellectuels et  étudiants tandis qu'en 1964, Max Siméoni et Paul-Marc Seta fondent le "Comité d’Etude et de Défense des Intérêts de la Corse" (CEDIC), réclamant un statut fiscal compensant l’insularité.
Parmi les radicaux de gauche soucieux de préservation des sites naturels, le sénateur maire de Venaco François Giacobbi œuvre au Parc naturel régional de Corse (PNRC), finalement ouvert en 1971.

## Chronologie
- années 1940 : le résistant Charles Giudicelli créé une "Association des patriotes corses"  puis l'organisation Combat, en juillet 1941[15];
- 1955 : le ministre Édouard Corniglion-Molinier envisage de fermer la ligne de Ponte-Leccia à Calvi;
- début 1957 : l'État fonde la SOMIVAC (Société pour la Mise en Valeur de la Corse) chargée d'aménager la plaine orientale d'Aléria[16].
- 4 octobre 1959 : décision de créer un "Mouvement du 29 novembre"
- 29 novembre 1959 : fondation officielle du "Mouvement du 29 novembre";
- mai 1960, Michel Debré annonce un site d'expérimentation nucléaire à l'Argentella;
- juin 1960 : le site d'expérimentation nucléaire abandonné;
- automne 1961 : le mouvement négocie un statut fiscal pour les petites entreprise;
- 13 décembre 1961 : grève générale des Corses lancée par le Mouvement du 29 novembre;
- 1963 : 1er congrès de l’"Union Nationale des Etudiants Corses", Charles Santoni fonde "Union Corse - l’Avenir" à Paris[10];
- 1964 : Max Simeoni et Paul-Marc Seta fondent le "Comité d’Etude et de Défense des Intérêts de la Corse"[10];
- 1964-1965 : trois-quarts des terres sont distribuées aux pied-noirs[17];
- 1965 : la mine polluante de Canari ferme, après les mobilisations;
- 1967 : l'Action régionaliste corse nait d'une scission du Front Régionaliste Corse (FRC);
- 1971 : ouverture du Parc naturel régional de Corse (PNRC)[14];
- 1972 : « affaire des boues rouges » de la Montedison au large du Cap Corse. Un commando dynamite le navire pollueur;
- 1974 : création à Nice d'U Ribombu par les étudiants du syndicat CSC (Cunsulta di i Studienti Corsi);
- août 1975 : congrès de l'Action régionaliste corse (ARC) à Corte, les propos d'Edmond Simeoni sur les soupçons d'escroquerie vinicole par les rapatriés d'Algérie[18] inquiètent le préfet de Corse;
- 1975 : l'Action régionaliste corse devient l'Action pour la renaissance de la Corse, rapidement dissoute[19];
- 21 août 1975 : une douzaine d'hommes occupent la ferme d'un viticulteur pied-noir d'Aléria, Henri Depeille;
- 22 août : assaut des policiers, Pierrot Susini a le pied arraché par une grenade lacrymogène, deux gendarmes sont tués[20] par la même balle;
- 19 novembre 1975, les viticulteurs Depeille, Siegel, Junqua, et Cuaz condamnés pour infraction aux lois sur les sociétés;
- 1976 : l'Associu di i Patriotti Corsi (APC) fondée pour préparer le procès d'Aléria;
- 14 juillet 1977 : Max Simeoni fonde l'Union du peuple corse (UPC) qui succède à l'APC;
- mai 1976 : peu après la condamnation de Simeoni, d'anciens du commando d'Aléria créent le Front de libération nationale corse[21];
- mai 1976 : première Nuit bleue corse;
- 1981 : ouverture de l'Université de Corse Pascal-Paoli à Corte;
- 1981 : naissance du premier média indépendant, radio Alta Frequenza;
- 2 octobre 1983 : fondation du Mouvement corse pour l'autodétermination (MCA);
- janvier 1987 : le Mouvement corse pour l'autodétermination est dissous, A cuncolta naziunalista lui succède le 28 juin 1987;
- 1989 : la Corse est paralysée par 3 mois de grève des fonctionnaires;
- 1992 : A cuncolta naziunalista contribue à fonder Corsica Nazione.
- 1998 : A cuncolta naziunalista devient A cuncolta independentista. Peu après, François Santoni les quitte pour créer Presenza Naziunale;